# Götzen-Dämmerung

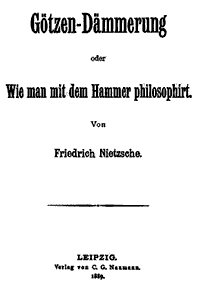
Titelpagina van de eerste druk van Götzen-Dämmerung

Götzen-Dämmerung (Afgodenschemering), of voluit Götzen-Dämmerung oder Wie man mit dem Hammer philosophirt is een van de laatste werken van Friedrich Nietzsche. Het werd geschreven in 1888 en gepubliceerd in 1889.

## Titel
De titel is een toespeling op Richard Wagners opera 'Götterdämmerung' ("Godenschemering"), het laatste deel van zijn operacyclus Der Ring des Nibelungen. Nietzsche was aanvankelijk een bewonderaar van Wagner, wat bijvoorbeeld uit § 19 van het vroege werk Die Geburt der Tragödie aus dem Geiste der Musik blijkt, maar had zich inmiddels van de componist afgekeerd en viel hem zelfs aan door in een speciaal hiertoe geschreven werk, dat in 1888 verschenen was, Der Fall Wagner (Het geval Wagner), te stellen dat Wagner de muziek ziek had gemaakt (§ 5) en slechte muziek schiep (§ 8).
Het werk heeft een ondertitel en heet voluit Götzen-Dämmerung oder wie man mit dem Hammer philosophiert (Afgodenschemering, of hoe men met de hamer filosofeert). Op grond hiervan is Nietzsche bekend geworden als de filosoof met de hamer. Er is geen consensus over de betekenis hiervan: moet men de hamer opvatten als een moker, waarbij Nietzsche hardhandig afrekent met de overgeleverde filosofie, of gaat het om een percussiehamer, die hij als arts gebruikt om de filosofie gezond te maken? Voor de eerste interpretatie pleit zijn nietsontziende benadering, waarbij hij in het voorwoord aangeeft dat het werk 'een grote oorlogsverklaring' ('eine grosse Kriegserklärung') is, voor het laatste zijn opvatting van de filosoof als arts van de cultuur en eventueel zijn beschrijving van een ' moraal voor artsen' (in § 36 van het hoofdstuk 'Streifzüge eines Unzeitgemässen'). Nietzsche zelf noemt de hamer aan het eind van zijn werk, in het korte hoofdstuk 'Der Hammer redet' ('De hamer spreekt'). Hoewel hij daar zegt dat alle scheppers hard zijn ("Alle Schaffenden […] sind hart"), valt een eenduidig antwoord hieruit niet op te maken.

## Indeling van het werk
Het boek valt uiteen in een voorwoord en 11 hoofdstukken:
- "Sprüche und Pfeile." (Spreuken en Pijlen.)
- "Das Problem des Sokrates." (Het probleem van Socrates.)
- "Die "Vernunft" in der Philosophie." (De "rede" in de filosofie.)
- "Wie die "wahre Welt" endlich zur Fabel wurde." (Hoe de "ware wereld" ten slotte tot fabel werd.)
- "Moral als Widernatur." (Moraal als tegennatuur.)
- "Die vier grossen Irrthümer." (De vier grote dwalingen.)
- "Die "Verbesserer" der Menschheit."( De "verbeteraars" van de mensheid.)
- "Was den Deutschen abgeht." (Wat de Duitsers missen.)
- "Streifzüge eines Unzeitgemässen." (Zwerftochten van een oneigentijds wezen.)
- "Was ich den Alten verdanke." (Wat ik aan de ouden te danken heb.)
- "Der Hammer redet." (De hamer spreekt.)

### Sprüche und Pfeile.
Dit hoofdstuk bestaat uit een aantal aforismen, de stijlvorm die Nietzsche ook in andere werken hanteert; het gaat in dit hoofdstuk dan ook niet om een systematische uiteenzetting. Hier verschijnen de bekende citaten "Auch der Muthigste von uns hat nur selten den Muth zu dem, was er eigentlich weiss…" (§ 2) ("Ook de moedigste onder ons heeft slechts zelden de moed tot datgene wat hij eigenlijk weet…") en "Was mich nicht umbringt, macht mich stärker." (§ 8) ("Wat me niet ombrengt, maakt me sterker.").

### Das Problem des Sokrates.
Socrates wordt in dit hoofdstuk bekritiseerd. Het gaat dan niet alleen om de persoon Socrates, wiens verschijning afkeer oproept (§ 3), maar ook om de methode waarvan hij zich bedient, de dialectiek in het kader van de rede (men doet dit alleen als er geen ander middel is (§ 6)); dit thema zal in algemene zin in het volgende hoofdstuk terugkeren. Socrates maakt van de rede een tiran (§ 10), waarbij sprake is van een ondergangssymptoom (§§ 2 en 5): het feit dat men zich op de rede moet beroepen, wil zeggen dat een voormalige autoriteit haar geldingskracht heeft verloren. Nietzsche interpreteert het verschijnsel breed: "Sokrates war ein Missverständniss; die ganze Besserungs-Moral, auch die christliche, war ein Missverständniss…" (§ 11) ("Socrates was een misverstand; de gehele verbeteringsmoraal, ook de christelijke, was een misverstand…").

### Die "Vernunft" in der Philosophie.
Nietzsche verzet zich tegen de filosofen die een andere wereld dan die welke empirisch wordt waargenomen poneren, een thema dat ook in een aantal eerdere werken een belangrijke rol speelt. Het gaat dan om het traditionele onderscheid tussen 'immanent' en 'transcendent': "Die "scheinbare" Welt ist die einzige: die "wahre Welt" ist nur hinzugelogen…" (§ 2) ("De "schijnbare" wereld is de enige wereld: de "ware wereld" is er slechts bijgelogen…"). De aanhalingstekens staan slechts om het gedeelte 'scheinbare' (het bestaan van de empirisch waarneembare wereld staat niet ter discussie) en om het geheel 'wahre Welt' (niet alleen de dichotomie schijnbaar-waar is aan de orde, maar het bestaan van de 'ware wereld' überhaupt). Heraclitus wordt hier geprezen; als tegenpool van Parmenides stelt hij niet de rede maar de zintuigen centraal, waarbij het Zijn (een verwijzing naar de Eleatische school, waartoe Parmenides behoorde) 'een lege fictie' ('eine leere Fiktion') is. De huidige wetenschappen hebben in dat licht veel geproduceerd wat met de werkelijkheid niet in verband staat (§ 3).
De gedachtegang wordt doorgetrokken naar de gebieden van de moraal en het geloof (§§ 4 en 5). Hier wordt de ontwikkelingsgang omgedraaid. Zo geeft Nietzsche aan dat de notie 'causa sui' ('oorzaak van zichzelf') verzonnen is, omdat de verdedigers van noties als 'het Goede', 'het Ware' en 'het Volmaakte' deze niet uit iets anders willen afleiden; dat zou er immers afbreuk aan doen. De rede is hier opnieuw bepalend en wordt door degenen die deze een bijzondere positie toekennen aangevoerd als de factor die wijst op het bestaan van een 'hogere wereld'.
In § 6 geeft Nietzsche een samenvatting in vier stellingen. Het gaat er dan om dat een andere wereld dan de empirische niet kan worden bewezen, dat men die andere wereld heeft gecreëerd op een negatieve wijze (het gaat om datgene wat de empirische wereld niet is), dat het ook geen zin heeft om zich met die wereld bezig te houden – het doet zelfs afbreuk aan het leven – en dat het een symptoom van het ondergaande leven ('ein Symptom niedergehenden Lebens') is.

### Wie die "wahre Welt" endlich zur Fabel wurde.
Dit hoofdstuk heeft als ondertitel 'Geschichte eines Irrthums' ('Geschiedenis van een dwaling'). De "ware wereld" werd in het vorige hoofdstuk al als een dwaling gekenmerkt. Dit hoofdstuk bevat een aantal quasi-aforismen waarin dit wordt bekrachtigd. In § 6 sluit hij aan op de derde en vierde stelling uit het vorige hoofdstuk door te stellen: "[…] mit der wahren Welt haben wir auch die scheinbare abgeschafft!" ("Met de ware wereld hebben we ook de schijnbare afgeschaft!") Dat houdt niet in dat de empirische wereld niet zou bestaan (vgl. § 2 van het vorige hoofdstuk), maar dat het feit dat men zich met een niet-bestaande wereld bezighoudt ten koste gaat van de empirische wereld.

### Moral als Widernatur.
Dit hoofdstuk en de volgende hoofdstukken zijn weer relatief systematisch van aard. In dit hoofdstuk wordt de kritiek op degenen die hun hoop vestigen op een hogere wereld uitgebreid ("[…] Die Praxis der Kirche ist lebensfeindlich…" (§ 1) ("De praktijk van de Kerk is vijandig tegenover het leven…"); "Das Leben ist zu Ende, wo das "Reich Gottes" anfängt…" (§ 4) ("Het leven komt ten einde waar het "Rijk van God" begint")); daarnaast wordt een alternatief geponeerd, dat erin ligt, het aardse leven te cultiveren.
Dat wordt duidelijk in § 4: "Jeder Naturalismus in der Moral, das heisst jede gesunde Moral ist von einem Instinkte des Lebens beherrscht […]" ("Ieder naturalisme in de moraal, dat wil zeggen iedere gezonde moraal, wordt door een instinct van het leven beheerst […]"); de huidige moraal, daarentegen (waar Nietzsche zich tegen verzet), is tegennatuurlijk ('widernatürlich') en (§ 5) 'het decadentieinstinct zelf' ('der décadence-Instinkt selbst').

### Die vier grossen Irrthümer.
De eerste en gevaarlijkste van de vier dwalingen (§§ 1 en 2) is de verwisseling van oorzaak en gevolg, een dwaling die met de godsdienst en de moraal verweven is; daarbij wordt een gebod opgelegd, het opvolgen waarvan tot geluk zou leiden. Nietzsche heeft in de vorige hoofdstukken aangegeven dat het hem om de omgekeerde situatie gaat, wat hij hier bevestigt: juist een gelukzalig leven te leiden is deugdelijk. Het gaat dan om een 'herwaarding van alle waarden' ('Umwerthung aller Werthe').
De tweede dwaling (§ 3) is die van een valse oorzakelijkheid; de derde (§ 4) die van de denkbeeldige oorzaken. Het gaat dan niet om een radicalere benadering dan die welke door David Hume werd gegeven, waarbij deze aangaf dat oorzaak en gevolg door middel van de ervaring niet kunnen worden gevonden. Niet alleen kan een oorzaak niet gevonden worden, maar uit een analyse blijkt dat het toekennen van een oorzaak steeds fictief was. Men wilde in het 'ik' en de 'wil' een stabiele eenheid zien, wat niet meer houdbaar is. Zo is de 'wil' slechts een oppervlakteverschijnsel: deze veroorzaakt niets. Het 'ik' is zelfs een fictie. Dat dit kon gebeuren verklaart Nietzsche als volgt: "Etwas Unbekanntes auf etwas Bekanntes zurückzuführen, erleichtert, beruhigt, giebt ausserdem ein Gefühl von Macht." (§ 5) ("Iets onbekends tot iets bekends herleiden geeft opluchting, rust en bevrediging en bovendien een gevoel van macht.")
De vierde dwaling (§ 7) is die van de vrije wil. Wat Nietzsche hier aanvoert sluit aan op het voorgaande. Er is geen vrije wil; het gaat om een 'theologenverzinsel' ('Theologen-Kunststück'), gevormd om mensen 'verantwoordelijk' te maken. Het maken moet hier letterlijk worden opgevat: er wordt een verantwoordelijkheid gecreëerd. De veronderstelde verantwoordelijkheid bestaat dan ook niet (§ 8). Deze beschouwing sluit aan op datgene wat hij in § 21 van Jenseits von Gut und Böse zegt, waar hij het thema verbindt met zijn levensbeamende benadering. In Zur Genealogie der Moral (bijvoorbeeld Erste Abhandlung, § 13; Zweite Abhandlung, § 2) is bovendien een uitwerking te vinden van datgene wat Nietzsche hier slechts schetsmatig weergeeft.

### Die "Verbesserer" der Menschheit.
In het begin van dit hoofdstuk doet Nietzsche een van zijn bekendste uitspraken: "[…] Es [giebt] gar keine moralischen Thatsachen […]." (§ 1) ("Er zijn helemaal geen morele feiten.") De moraal is dan ook een misduiding van fenomenen. Deze kwestie is door Nietzsche in eerdere werken uitvoerig behandeld. De gelijkenis met de volgende zin, uit Jenseits von Gut und Böse (§ 108), is opvallend: "Es giebt gar keine moralischen Phänomene, sondern nur eine moralische Ausdeutung von Phänomenen…" ("Er zijn helemaal geen morele fenomenen; er is daarentegen alleen een morele uitleg van fenomenen…") In Morgenröthe (§ 103) geeft hij aan, de zedelijkheid op dezelfde manier te ontkennen als de alchemie: er waren weliswaar mensen die in de alchemie geloofden, zoals er mensen zijn die in de zedelijkheid geloven, maar dat zegt nog niets over de zedelijkheid zelf.
Door de verdedigers van de moraal is de mens steeds verzwakt (§ 2). In het bijzonder richt Nietzsche de aanval nu op het christendom; hij maakt hiertoe een vergelijking met het kastenstelsel in India en stelt dat het christendom als een herwaardering van de edele waarden tot stand is gekomen, waarbij de waarden van de laagste kaste, de paria's, er centraal zijn komen te staan (§ 4).

### Was den Deutschen abgeht.
De Duitse cultuur ontbeert kracht en verfijning; er zijn geen grote denkers, dichters of componisten meer. Daarbij gaat het om een gebrek aan hartstocht. Met name het onderwijs moet het in dit verband ontgelden: de opvoeders ontbreken ('Die Erzieher fehlen') (§ 5). Hij wijt de teloorgang onder meer aan het feit dat het onderwijs algemeen toegankelijk is geworden, waardoor middelmaat de maatstaf is geworden.

### Streifzüge eines Unzeitgemässen.
De titel van het hoofdstuk verwijst mogelijk naar een ander werk van Nietzsche, Unzeitgemässe Betrachtungen (Oneigentijdse beschouwingen), dat echter een geheel andere opzet had dan dit werk; het was een vroege studie (geschreven tussen 1873 en 1876) waarin hij een aantal thema's op een andere, minder radicale wijze belicht.
In dit hoofdstuk wordt, door middel van een polemische benadering, een aantal denkers en kunstenaars bekritiseerd. Zo geeft hij aan dat Charles Darwin zich vergist als hij stelt dat de sterkste overwint in de strijd om het bestaan: de zwakken overheersen, omdat deze slimmer zijn (§ 14). Het gaat er dan niet om dat zij superieur zouden zijn, maar veeleer dat ze sluw genoeg zijn om de sterken te misleiden. Arthur Schopenhauer – die Nietzsche aanvankelijk overigens bewonderde – heeft volgens Nietzsche meer gemeen met het christendom dan het geval lijkt te zijn (§§ 21 en 22).
Het belang van het egoïsme krijgt hier ook aandacht (§§ 33 en 35). De kritiek op altruïstische benaderingen ligt erin dat deze de mens ondermijnen: "Es ist zu Ende mit ihm, wenn der Mensch altruistisch wird." (§ 35) ("Als de mens altruïstisch wordt, komt hij ten einde.") (In Morgenröthe (§§ 133-148) oefende hij al uitvoerig kritiek uit op de gedachte dat altruïsme überhaupt mogelijk zou zijn.)
De kritiek die in het vorige hoofdstuk werd geuit, wordt hier uitgebreid. Het feit dat de instellingen niet meer deugen ligt niet aan die instellingen zelf, maar aan ons (§ 39). Daarbij is de democratische tendens een schadelijke: deze leidt tot verval. Vooruitgang komt daarentegen neer op een terugkeer naar de natuur (§ 48); dat wil echter niet zeggen dat Nietzsche instemt met Jean-Jacques Rousseau, die hij fel bekritiseert. Hij nuanceert zijn positie door te stellen dat het er meer om gaat, boven de natuur uit te komen ('Hinaufkommen') dan naar deze terug te keren. Goethe krijgt hierbij grote waardering (§§ 48-51); hij is de laatste Duitser voor wie Nietzsche eerbied zegt te hebben (§ 51).

### Was ich den Alten verdanke.
Nietzsche begon zijn carrière als filoloog. In dit hoofdstuk verwijst hij hiernaar expliciet, onder meer door een verband te leggen met zijn eerste werk, Die Geburt der Tragödie aus dem Geiste der Musik (§ 5). De beschouwing is echter breder. De betekenis van de Grieken wordt vergeleken met die van de Romeinen, waarbij Nietzsche zijn voorkeur uitspreekt voor de Romeinen (§ 2). Plato wordt hier bekritiseerd, niet, alleen inhoudelijk – omdat hij de nadruk legt op een door de rede te bereiken 'hogere wereld' in de vorm van het aanschouwen van de Ideeën –, maar ook vanwege zijn stijl. Nietzsche is duidelijk: "Plato ist langweilig." ("Plato is saai.") Hij contrasteert hem met Thucydides, die, net als Machiavelli, een realistische houding heeft.

### Der Hammer redet.
Dit is het kortste hoofdstuk van het werk en eigenlijk een soort appendix. Het is een herhaling van datgene wat Nietzsche in § 29 van deel 3 van Also sprach Zarathustra zegt.